# Seznam nosilcev bronaste medalje za sodelovanje in prijateljstvo
Seznam nosilcev bronaste medalje za sodelovanje in prijateljstvo.

## Seznam
(datum podelitve - ime)
- 26. september 2001 - Giovanni Canensi - Davide Cutrino - Daniele Marino - Alessandro Sica